# Камаев, Игорь Вячеславович
Игорь Вячеславович Камаев (род. 24 февраля 1979, Челябинск) — российский хоккеист, нападающий. Тренер.

## Биография
Встал на коньки в три года, в пять лет был чемпионом Челябинска в соревнованиях на «Золотую шайбу». С шести лет — в «Тракторе», тренеры Владимир Угрюмов, Валерий Рякин, Юрий Могильников. В сезоне 1995/96 дебютировал за «Трактор» — четыре матча в МХЛ, также провёл шесть игр за фарм-клуб «Надежда» Челябинск. В сезонах 1996/97 — 1997/98 играл за «Юниор-Т» Курган, провёл один матч за «Трактор» в РХЛ и семь — в WPHL. Сезон 1998/99 провёл в аренде в ижевской «Ижстали», затем вернулся в «Трактор», в сезоне 2001/02 был капитаном команды. Сезон 2002/03 начал в «Сибири», затем вновь стал выступать в «Тракторе». В 2006 году перешёл в хабаровский «Амур». В первом сезоне провёл 50 матчей, но затем получил несколько травм. В сезоне 2008/09 сыграл семь матчей в КХЛ и перешёл в «Автомобилист» Екатеринбург. Затем играл в «Торосе» Нефтехимик (2009/10) и «Южном Урале» Орск (2010/11 — 2013/14).
Выступал за вторую сборную России. Победитель хоккейного турнира зимней Универсиады 2005 года.
После окончания карьеры занялся бизнесом — построил с отцом базу отдыха. С другом занялся восстановлением клюшек, организовал детский лагерь «Путь к мечте» в Горячем Ключе.
Детский тренер в хоккейных школах «Аланские барсы» (Владикавказ, 2017—2021), «Аллигатор» (Кореновск, 2021—2024).